# Мароккі (мис)
36°00′15″ пн. ш. 5°36′37″ зх. д. / 36.00417° пн. ш. 5.61028° зх. д.
Мис Маррокі (мис Таріфа) — найпівденніша точка континентальної Європи. Розташований на околиці міста Таріфа в іспанській провінції Кадіс. Знаходиться в південно-західній частині колишнього острова Лас-Паломас, з'єднаний з материком дамбою. Південний край мису знаходиться майже на 36°N.

## Географія
Мис знаходиться у найвужчому місці Гібралтарської протоки, що з'єднує Атлантичний океан і Середземне море. Відстань до африканського берега становить 14 км.
Острів Лас-Паломас цілком зайнятий військовою частиною, доступ публіки на мис Маррокі закритий. На мисі знаходиться маяк, побудований там в 1826 році.
В 710 році арабський полководець Таріф (звідки й походить назва міста і одна з назв мису) висадився тут з військом з 500 чоловік і зайнявся грабуванням населення, повернувшись потім з багатою здобиччю, в основному, жінками в Північну Африку. Набіг Тарифу став однією з причин висадки в наступному році Таріка ібн Зіяда і подальшого арабського завоювання Андалусії.
Інші миси на півдні Європи - 
- м.Матапан 36° 23′ 6″ N, 22° 28′ 58″ E , м.Малеас 36°26′17″N 23°11′55″E (Пелопопес)
- м.Пассеро 36° 41′ 20.4″ N, 15° 8′ 14.64″ E (Сицилія)
- м. Трипіті на о.Гавдосі є напівденнішою точкою Греції і Європи 34° 50′ 0″ N, 24° 5′ 0″ E